# Mountcastle, Edinburgh
Mountcastle là một vùng ngoại ô của Edinburgh, thủ đô của Scotland. Nó nằm ở phía đông của trung tâm thành phố và nằm về phía tây bắc của khu vực lân cận Portobello. Mountcastle chủ yếu là một khu dân cư, với nhiều ngôi nhà đầu thế kỷ 20.